# Dave Allen

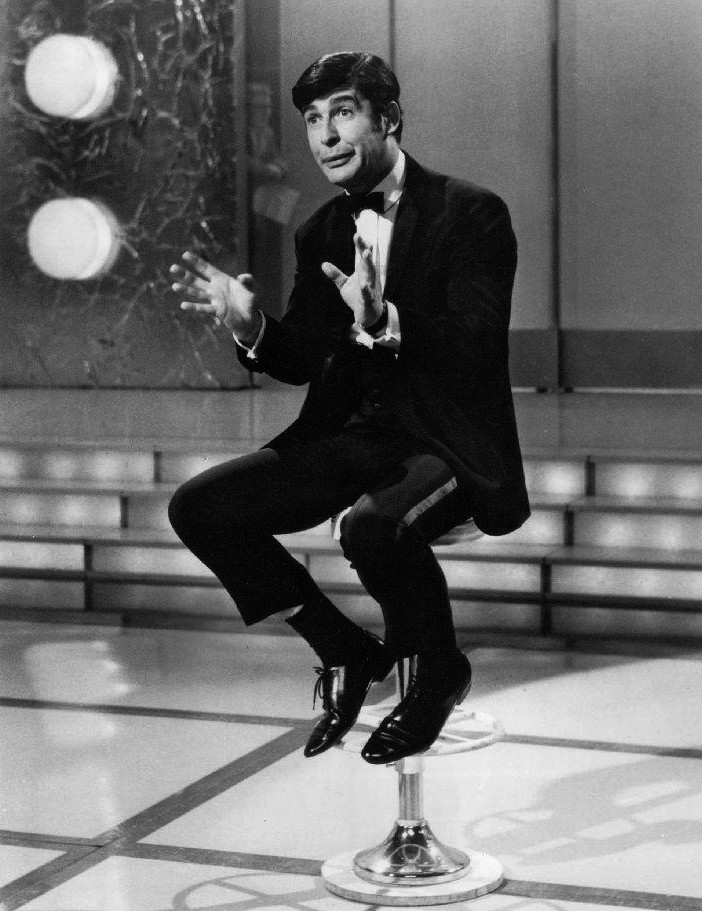
Dave Allen 1968.

David Tynan O'Mahony, mer känd under sitt artistnamn Dave Allen, född 6 juli 1936 i Firhouse söder om Dublin, död 10 mars 2005 i Kensington i London, var en irländsk komiker.
Dave Allen slog igenom i Storbritannien 1968 med en egen TV-show där han framförde en distingerad typ av grovkorniga skämt, ofta om katolska kyrkan och på dialekt. Sittande på en barstol med ett glas whisky framförde han monologer utformade som småprat med publiken. I Sverige blev Allen populär 1974 med programmet Dave Allen på stubinen. Allen agerade även i seriösa TV-draman.